# 藤本龍児
藤本 龍児（ふじもと りゅうじ、1976年 - ）は、帝京大学文学部准教授。

## 略歴
1976年山口県生まれ。早稲田大学社会科学部卒業。京都大学人間・環境学研究科博士課程修了。博士（人間・環境学）。社会哲学・宗教社会学専攻。
同志社大学一神教学際研究センター特別研究員 (PD)、国際日本文化センター共同研究員を経て現職。

## 著書
- 『アメリカの公共宗教 多元社会における精神性』NTT出版、2009年。ISBN 978-4-7571-4228-2
- 『「ポスト・アメリカニズム」の世紀　転換期のキリスト教文明』筑摩選書、2021年。ISBN 978-4-480-01730-7